# Shoalwater-öböli törzs
A Shoalwater-öböli indián törzs az USA Washington államának Pacific megyéjében élő őslakosokat tömörítő, szövetségileg elismert szervezet, melynek tagjai a Shoalwater-öböli rezervátumban élnek. A törzset 1866-ban alapították az alsó-chehalis, a Shoalwater-öböli és a chinook indiánok.
Az igazgatási feladatokért az öttagú törzsi tanács felel. A szervezet Tokeland településen egy kaszinót is fenntart.